# Ребрик, Кузьма Филиппович
Кузьма Филиппович Ребрик (1 октября 1908 — 7 января 1992) — командир мотострелкового батальона 35-й Слуцкой механизированной бригады 1-го Красноградского механизированного корпуса 2-й гвардейской танковой армии 1-го Белорусского фронта, майор. Герой Советского Союза.

## Биография
Родился 1 октября 1908 года в селе Старая Водолага (Валковский уезд Харьковской губернии; ныне: Нововодолажского района Харьковской области). Работал слесарем на паровозоремонтном заводе в Харькове.
Призван в Красную Армию в 1930 году. Служил в 69-м стрелковом полку 23-й стрелковой дивизии в городе Харьков. В 1938 году окончил курсы младших лейтенантов.
На фронте в Великую Отечественную войну с января 1942 года. Был заместителем командира стрелкового и мотострелкового батальонов, командиром мотострелкового батальона. Воевал на Западном, Калининском, Степном, 2-м Украинском, 1-м Белорусском фронтах. Ребрик отличился при освобождении Польши в ходе Висло-Одерской операции. 19 января 1945 года в бою за город Сохачев отряд под его командованием нанёс врагу большой урон, захватив в плен около 100 гитлеровцев. 22 января 1945 года батальон овладел населённым пунктом Цнин.
31 мая 1945 года за образцовое выполнение боевых заданий командования на фронте и проявленные при этом мужество и героизм майору Ребрику Кузьме Филипповичу присвоено звание Героя Советского Союза с вручением ордена Ленина и медали «Золотая Звезда».
После войны продолжал службу в 35-й механизированной бригаде в Германии. Служил командиром мотострелковых батальонов. С 1953 года до 1955 года служил в 10-м управлении Генштаба МО СССР. С января 1956 года подполковник Ребрик в запасе.
Жил и работал в городе Харьков. Умер 7 января 1992 года.
Награждён 2 орденами Ленина, 2 орденами Красного Знамени, 2 орденами Отечественной войны 1-й степени, орденом Отечественной войны 2-й степени, 2 орденами Красной Звезды, медалями «За боевые заслуги», «За освобождение Варшавы», «За взятие Берлина», «За победу над Германией», «ХХХ лет СА и ВМФ», польским орденом «Крест Храбрых».